# Trần Thạch
Trần Thạch có tên đầy đủ là Trần Vĩnh Thạch (1958 – 2007) là một đạo diễn sân khấu, diễn viên người Việt Nam. 

## Tiểu sử và sự nghiệp
Trần Vĩnh Thạch sinh năm 1958 tại Hải Phòng, quê gốc ở tỉnh Nghệ An. Xuất thân là con trai thứ 3 trong một gia đình nghèo có tới 9 người con.
Trần Vĩnh Thạch bắt đầu được đông đảo khán giả biết tới khi anh giành Huy chương vàng Hội diễn sân khấu kịch toàn quốc năm 1985 với vai diễn Trung uý Cường trong vở "Nhân danh công lý". Năm 1990, với vai Bác Hồ trong vở "Đêm trắng", ông tiếp tục mang về chiếc Huy chương vàng thứ hai trong sự nghiệp của mình. Năm 2001, ông được phong danh hiệu Nghệ sĩ Ưu tú, đảm trách vai trò Trưởng đoàn diễn xuất, Chủ tịch Hội đồng nghệ thuật của Nhà hát Kịch Việt Nam.
Ông bắt đầu đổ bệnh vào tháng 7 năm 2006, khi vừa đi lưu diễn ở Cộng hoà Séc về. Khi đó khối u ác tính đã phát triển lên 12x12, căn bệnh ung thư gan đã vào giai đoạn cuối.
Trần Vĩnh Thạch qua đời năm 2007 tại Hà Nội vì ung thư gan, trong số 9 anh chị em, ông là người thứ 5 chết vì căn bệnh này.Ông có một vợ và hai con một trai, một gái.

## Vai diễn

### Kịch nói
- Nghêu, Sò, Ốc, Hến - vai Trùm Sò
- Cánh cửa hi vọng - vai Cường
- Đêm trắng - vai Hồ Chí Minh

### Truyền hình
| Năm  | Phim             | Hình thức            | Vai diễn | Đạo diễn                  | Chú thích |
| ---- | ---------------- | -------------------- | -------- | ------------------------- | --------- |
| 1990 | Lan và Điệp      | Phim video           | Điệp     | Trần Vũ, Nguyễn Hữu Luyện | [ 5 ]     |
| 1997 | Đứng giữa đời    | Điện ảnh truyền hình | Chính    | Triệu Tuấn                |           |
| 1999 | Ông bầu ca nhạc  | Ngắn tập             | Khoa     | Nguyễn Anh Tuấn           |           |
| 1999 | Quê nội          | Điện ảnh truyền hình | Phú      | Bùi Huy Thuần             |           |
| 1999 | Nắng hoàng hôn   | Điện ảnh truyền hình | Đạt      | Trọng Trinh               |           |
| 2001 | Đôi dòng         | Điện ảnh truyền hình | Toàn     | Vũ Trường Khoa            |           |
| 2001 | Thầy và bạn      | Điện ảnh truyền hình | Chính    | Giang Minh                |           |
|      | Bên kia sông     | Điện ảnh truyền hình | Khoa     | Cao Mạnh                  |           |
| 2005 | Mạnh hơn công lý | Dài tập              | Phái     | Nguyễn Quang              |           |

## Vinh danh
- Nghệ sĩ ưu tú (2001).